# Mouchan
Mouchan település Franciaországban, Gers megyében. Lakosainak száma 385 fő (2022. január 1.). Mouchan Beaumont, Cassaigne, Gondrin, Larressingle, Lauraët, Mansencôme és Valence-sur-Baïse községekkel határos.

## Népesség
A település népességének változása:
| Lakosok száma | 440  | 340  | 364  | 406  | 452  | 425  | 406  | 397  | 393  | 385  |
|               | 1968 | 1982 | 1990 | 2006 | 2013 | 2015 | 2017 | 2019 | 2020 | 2022 |